# ۲۵ آبان
۲۵ آبان دویست و چهل و یکمین روز سال در گاه‌شماری خورشیدی است. به پایان سال ۱۲۴ روز (۱۲۵ روز در سال کبیسه) باقی‌است.

## رویدادها
- ۱۵ - آغاز نبرد قادسیه.
- ۱۳۵۳ - امضای توافقنامه بین‌المللی میراث جهانی یونسکو.
- ۱۳۷۶ - آغاز پخش رسمی شبکه سحر.
- ۱۳۹۵ - رقابت ۲۵ آبان ۱۳۹۵ تیم ملی فوتبال ایران با تیم ملی فوتبال سوریه در مرحله مقدماتی جام جهانی فوتبال ۲۰۱۸ آسیا‌
- ۱۳۹۸ - آغاز قتل‌عام ماهشهر.
- ۱۳۹۸ - آغاز قطعی اینترنت سراسری ۱۳۹۸ ایران.
- ۱۴۰۰ - رقابت ۲۵ آبان ۱۴۰۰ تیم ملی فوتبال ایران با تیم ملی فوتبال سوریه در مرحله مقدماتی جام جهانی فوتبال ۲۰۲۲ آسیا‌.
- ۱۴۰۱ - حمله به بازار ایذه.
- ۱۴۰۱ - حادثه ۲۵ آبان ۱۴۰۱ خانه اصفهان.
- ۱۴۰۲ - رقابت ۲۵ آبان ۱۴۰۲ تیم ملی فوتبال ایران با تیم ملی فوتبال هنگ کنگ در مرحله مقدماتی جام جهانی فوتبال ۲۰۲۶ (آسیا) و مرحله مقدماتی جام ملت‌های آسیا ۲۰۲۷.

## زادروزها
- ۱۳۲۵ - مهستی، خواننده
- ۱۳۳۶ - بیژن مرتضوی، موسیقی‌دان
- ۱۳۴۶ - اسماعیل جلیلی، سیاستمدار
- ۱۳۵۱ - محمد رسول‌اف، کارگردان
- ۱۳۶۵ - رعنا منصور، خواننده

## درگذشت‌ها
- ۱۲۹۳ - ستارخان، از سرداران جنبش مشروطه ایران
- ۱۳۷۷ - محمدتقی جعفری، فیلسوف
- ۱۳۹۶ - محمد پورستار، بازیگر
- ۱۳۹۸ - نیکتا اسفندانی، از کشته‌شدگان اعتراضات آبان ۱۳۹۸ ایران
- ۱۳۹۸ - آرشام ابراهیمی، از کشته‌شدگان اعتراضات آبان ۱۳۹۸ ایران
- ۱۳۹۸ - پویا بختیاری، از کشته‌شدگان اعتراضات آبان ۱۳۹۸ ایران
- ۱۳۹۸ - فرزاد انصاری‌فر، از کشته‌شدگان اعتراضات آبان ۱۳۹۸ ایران
- ۱۳۹۸ - علیرضا انجوی، از کشته‌شدگان اعتراضات آبان ۱۳۹۸ ایران
- ۱۳۹۸ - محمد حشم‌دار، از کشته‌شدگان اعتراضات آبان ۱۳۹۸ ایران
- ۱۳۹۸ - ابراهیم کتابدار، از کشته‌شدگان اعتراضات آبان ۱۳۹۸ ایران
- ۱۳۹۸ - آزاده ضربی، از کشته‌شدگان اعتراضات آبان ۱۳۹۸ ایران
- ۱۳۹۸ - مهدی نیکویی، از کشته‌شدگان اعتراضات آبان ۱۳۹۸ ایران
- ۱۳۹۸ - امیررضا عبداللهی، از کشته‌شدگان اعتراضات آبان ۱۳۹۸ ایران
- ۱۳۹۸ - محمد داستان‌خواه، از کشته‌شدگان اعتراضات آبان ۱۳۹۸ ایران
- ۱۳۹۸ - محسن محمدپور، از کشته‌شدگان اعتراضات آبان ۱۳۹۸ ایران
- ۱۳۹۸ - سجاد رضایی، از کشته‌شدگان اعتراضات آبان ۱۳۹۸ ایران
- ۱۳۹۸ - محسن کرمی‌نیا، از کشته‌شدگان اعتراضات آبان ۱۳۹۸ ایران
- ۱۳۹۸ - مینا شیخی، از کشته‌شدگان اعتراضات آبان ۱۳۹۸ ایران
- ۱۴۰۱ - ناصر تکمیل همایون، جامعه‌شناس و از اعضای جبهه ملی ایران
- ۱۴۰۱ - کیان پیرفلک، از کشته‌شدگان حمله به بازار ایذه
- ۱۴۰۱ - سپهر مقصودی، از کشته‌شدگان حمله به بازار ایذه
- ۱۴۰۱ - آیلار حقی، از کشته‌شدگان خیزش ۱۴۰۱ ایران
- ۱۴۰۱ - دانیال پابندی، از کشته‌شدگان خیزش ۱۴۰۱ ایران
- ۱۴۰۱ - برهان کرمی، از کشته‌شدگان خیزش ۱۴۰۱ ایران
- ۱۴۰۱ - علی عباسی، از کشته‌شدگان خیزش ۱۴۰۱ ایران